# 東邦亜鉛
東邦亜鉛株式会社（とうほうあえん、英: Toho Zinc Co., Ltd.）は、亜鉛・鉛・銀の製錬を中心とする日本の非鉄金属メーカー。鉛は国内トップ、亜鉛、銀もトップクラスのシェアを持つ。国内製錬事業の他にも、オーストラリアでの鉱山開発を手がける資源事業、電子部品・材料事業、電炉メーカーから発生するダストや使用済み電池の処理等を行うリサイクル事業、機器部品事業なども手がける。東証プライムに上場している。

## 事業所所在地

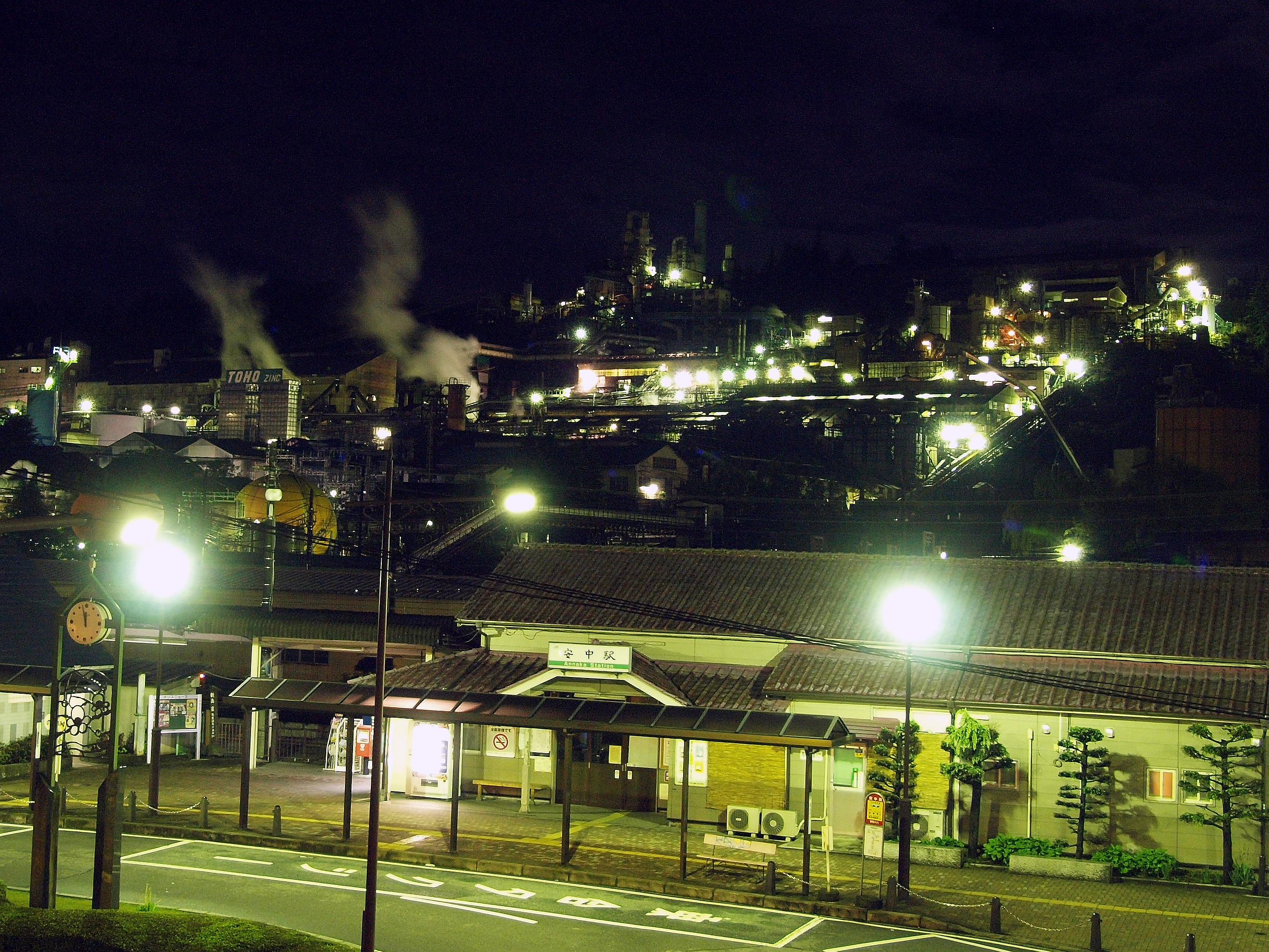
安中製錬所

### 本社・支店
- 本社 - 東京都港区虎ノ門三丁目18番19号　UD神谷町ビル
- 大阪支店 -  大阪府大阪市西区阿波座一丁目3番15号　関電不動産西本町ビル
- 名古屋支店 - 愛知県名古屋市中村区名駅三丁目11番22号　IT名駅ビル

### 生産拠点
- 安中製錬所 - 群馬県安中市中宿1443
  - 金属・リサイクル事業本部管轄。亜鉛製錬所で、亜鉛・カドミウム・機器部品などを生産する。
- 小名浜製錬所 - 福島県いわき市小名浜字芳浜10
  - 金属・リサイクル事業本部管轄。亜鉛焼鉱を生産し、リサイクル事業の拠点でもある。
- 藤岡事業所 - 群馬県藤岡市中387
  - 電子部材・機能材料事業本部管轄。電子部品・電子材料を生産。

## 沿革
- 1937年（昭和12年）2月 - 日本亜鉛製錬株式会社として設立。
- 1937年（昭和12年）6月 - 安中製錬所操業開始。
- 1941年（昭和16年）9月 - 東邦亜鉛株式会社に社名変更。
- 1949年（昭和24年）5月 - 東京証券取引所・大阪証券取引所に上場。
- 1950年（昭和25年）3月 - 契島製錬所を買収。
- 1963年（昭和38年）9月 - 小名浜製錬所操業開始。
- 1966年（昭和41年）8月 - 藤岡製錬所操業開始。
- 1988年（昭和63年）6月 - 藤岡製錬所を藤岡事業所に名称変更。
- 2022年（令和4年）3月 - 契島製錬所を子会社の東邦契島製錬に承継[3]。
- 2025年（令和7年）3月 - 安中製錬所の亜鉛精錬事業を停止[4][5]。
- 2027年（予定） - 含金属環境ダストのリサイクル設備を新設し、二次亜鉛原料の販売および貴金属回収を開始予定[4]。

## 事業部・主な製品
- 亜鉛・鉛事業本部
  - 電気亜鉛
  - カドミウム
  - 電気鉛
  - 電気銀
  - ビスマス
  - 硫酸
  - 石膏
- 資源事業部
  - 亜鉛・鉛鉱石
- 電子部品事業部
  - コイル
- 電解鉄事業部
  - 電解鉄
- プレーティング事業部
  - 金めっき
  - 銀めっき
  - ニッケルめっき
- 機器部品事業部
  - 焼結合金加工品
  - タイヤホイール用バランスウェイト
- 環境・リサイクル事業部
  - 酸化亜鉛
  - 硫酸銅

## グループ企業
- 国内子会社
  - 株式会社ティーディーイー
  - 安中運輸株式会社
  - 東邦契島製錬株式会社
    - 契島製錬所 - 広島県豊田郡大崎上島町東野5562-1
      - 鉛製錬所で、鉛・銀・ビスマスなどを生産する。

  - 契島運輸株式会社
  - 東邦キャリア株式会社
  - 株式会社中国環境分析センター
- 在外子会社
  - CBH Resources Ltd.

## 出来事

### 鉱山保安法違反
1968年9月以降、安中製錬所がカドミウムの発生源として群馬県議会や国会で取り上げられるようになった。翌1969年の通産省東京鉱山保安監督部の調査では、認可を受けずに亜鉛電解槽、亜鉛華の焼結基、電気炉を造っていたことが発覚。同年7月に所長が鉱山保安法違反で前橋地検に書類送検された。さらに同年8月には安中市住民から精錬所と所長らを告発する動きがあった。1970年5月14日、前橋地方裁判所は元所長ら2人対して執行猶予付きの有罪判決、会社側に求刑よりも重い罰金を科す判決を言い渡した。

### 環境問題
同社は、安中製錬所から生じた鉱滓（スラグ）を、複数の建設会社に販売していたが、この中には、土壌汚染対策法で定められた環境基準の最大で約100倍の鉛や、数倍程度のヒ素が含まれていた。同社の内部調査によって、これらのスラグの一部が別の建設会社に転売され、群馬県内の住宅の庭や公園の駐車場など数十ヵ所で砂利として用いられていたことが2019年に明らかになった。同社は約70億円掛けて回収や撤去を実施するとしている。

### 亜鉛製錬事業からの撤退
2024年12月18日、事業再生計画を発表。亜鉛製錬事業から撤退、安中製錬所の主要設備は2025年3月末までに停止することを発表した。オーストラリアの亜鉛鉱山の操業不調により、大きな損失が発生していた。